# De Volkskrant

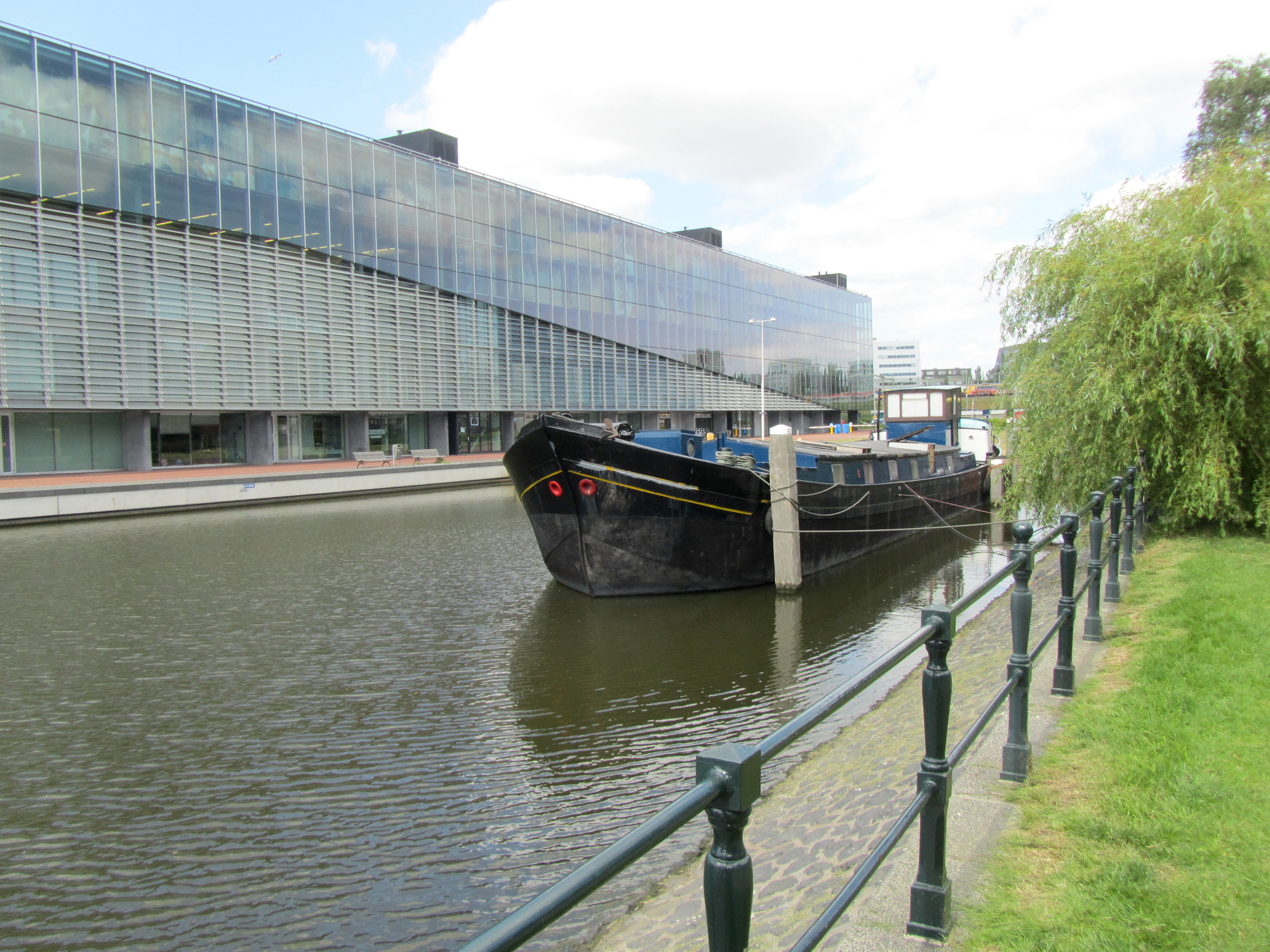
La sede del giornale ad Amsterdam

de Volkskrant (pronuncia olandese: [də ˈvɔl(ə)kskrɑnt]; "il giornale del popolo") è un quotidiano del mattino olandese. Fondato nel 1919, ha una tiratura nazionale di circa 250.000 copie.
Un tempo un importante giornale cattolico di centrosinistra, oggi è un compact di posizioni centriste di medie dimensioni.